# 菊池女子高等学校
菊池女子高等学校（きくちじょしこうとうがっこう）は熊本県菊池市隈府にある私立高等学校。略称は菊女（きくじょ）。

## 学科・コース
- 普通科
  - 進学コース
  - 一般コース
- 家庭科
- 社会福祉科

## 沿革
- 1925年3月 - 隈府女子技芸学校創立
- 1927年9月 - 現在地に移転
- 1952年1月 - 隈府女子専門学校へ改称
- 1964年4月 - 菊池女子高等学校開校
- 1987年4月 - 普通科を一般、進学の2コースに、家庭科に被服コースを設定
- 1988年4月 - 家庭科に福祉コースを設定
- 1989年4月 - 家庭科福祉コースを社会福祉科に改称